# To Mother
To Mother é o primeiro EP gravado pela banda americana de punk rock Babes in Toyland, composto pelos outtakes do lançamento anterior Spanking Machine, mas foi gravado novamente na Europa depois da turnê com o Sonic Youth, que pode ser visto no documentário "1991: The Year Punk Broke". O EP foi produzido por John Loder e lançado em 3 de agosto de 1991, pela Twin/Tone Records. Uma fotografia da infância da mãe da vocalista Kat Bjelland, Lynne Irene Higginbotham, aparece na capa do álbum. A fotografia da mãe de Bjelland, foi tirada na cidade natal de Bjelland em Woodburn, Oregon.
| Críticas profissionais | Críticas profissionais |
| Avaliações da crítica  | Avaliações da crítica  |
| Fonte                  | Avaliação              |
| ---------------------- | ---------------------- |
| Allmusic               | [ 1 ]                  |
| Rolling Stone          | [ 2 ]                  |

## Faixas
Todas as canções escritas por Kat Bjelland.
1. "Catatonic" - 2:50
2. "Mad Pilot" - 2:51
3. "Primus" - 4:00
4. "Laugh My Head Off" - 3:34
5. "Spit to See the Shine" - 2:45
6. "Ripe" - 3:39
7. "Quiet Room" - 2:38

## Curiosidades
- O single "Catatonic" foi lançado em 1993.
- To Mother vendeu cerca de 50.000 cópias nos EUA, 7.388 cópias antes do lançamento de seu álbum inovador, Fontanelle.
- O EP atingiu o #1 no Top UK Indie Albums chart, e ficou dentro do Top 10 do gráfico por 13 semanas, em 1991.
- O vídeoclipe de "Ripe" foi lançado em 1991 e foi apresentado no Beavis and Butt-Head.

## Créditos
- Kat Bjelland → vocal e guitarra
- Lori Barbero - bateria e vocais de apoio
- Michelle Leon - baixo